# Mixotoxodon
Mixotoxodon is een geslacht van uitgestorven hoefdieren uit de familie Toxodontidae van de orde Notoungulata. Het was een herbivoor die tijdens het Pleistoceen op het Amerikaanse continent leefde. Het geslacht omvat één soort, M. larensis. Dit is de enige bekende soort uit de Notoungulata die vanuit Zuid-Amerika noordwaarts migreerde tijdens de 'Great American Biotic Interchange'. 

## Voorkomen
Fossielen van Mixotoxodon zijn gevonden de Amerikaanse staat Texas, Mexico, alle Midden-Amerikaanse landen uitgezonderd Belize en in Zuid-Amerika zuidwaarts tot het noorden van Argentinië. 

## Kenmerken
Mixotoxodon was de grootste soort uit de Notoungulata met een gewicht van ongeveer 3,8 ton, een lengte van vier meter en een schofthoogte van twee meter. Qua bouw en leefwijze had Mixotoxodon veel weg van een neushoorn met zijn korte, stevige poten, brede kop en tonvormig lichaam. Het was een zoolganger en Mixotoxodon had kleine hoeven aan de tenen. De achterpoten waren iets langer dan de voorpoten, zodat het lichaam iets naar voren helde. Mixotoxodon had waarschijnlijk vlezige lippen om planten te pakken en aan de hand van het gebit kan geoordeeld worden dat dit dier zich met zowel taaie grassen als bladeren voedde. Op enkele locaties zijn fossielen van Mixotoxodon samen gevonden met pijlpunten, wat bejaging door de mens suggereert.